# Charlie Allen (Musiker)
Charles „Charlie“ Allen (* 25. September 1908; † 1972) war ein US-amerikanischer Jazztrompeter und Entwickler von Instrumentenmundstücken.
Allen wuchs in Chicago auf und begann nach Beendigung der  Wendell Phillips Highschool in den frühen 1920er Jahren als Musiker zu arbeiten, zunächst bei Hugh Swift (1925), dessen Aufnahmen im Radio übertragen wurden. Er spielte dann bei Dave Peyton (1927), Doc Cook (1927), Clifford King (1928) und Johnny Long. Von 1931 bis 1934 spielte er bei Earl Hines, gehörte 1935 kurze Zeit dem Duke Ellington Orchestra an, ist aber nicht bei Aufnahmen (wie „Merry Go Round “) als Solist zu hören. 1936 spielte er bei dem Pianisten Fletcher Butler, bevor er 1937 zu Earl Hines zurückkehrte. In den 1940er und 1950er Jahren arbeitete Allen in verschiedenen Gruppen in Chicago. In seinen späteren Jahren war er als Musikpädagoge in der Chicagoer Musikergewerkschaft tätig, außerdem als Entwickler von Mundstücken für Blechblasinstrumente. Diese wurden von bekannten Jazzmusikern wie  Cat Anderson, Louis Armstrong, Roy Eldridge, Clark Terry, Fats Navarro, Bobby Hackett, Emmett Berry, Jonah Jones, Marty Marsala und Al Hirt benutzt. Im Bereich des Jazz war er zwischen 1932 und 1962 an zwölf Aufnahmesessions beteiligt.